# All Things Must Pass
| 전문가 평가                   | 전문가 평가 |
| 평가 점수                     | 평가 점수   |
| 출처                          | 점수        |
| ----------------------------- | ----------- |
| AllMusic                      | [ 2 ]       |
| Blender                       | [ 3 ]       |
| Christgau's Record Guide      | C           |
| Encyclopedia of Popular Music | [ 5 ]       |
| Mojo                          | [ 6 ]       |
| MusicHound Rock               | 5/5         |
| Pitchfork                     | 9.0/10      |
| Q                             | [ 9 ]       |
| Rolling Stone                 | [ 10 ]      |
| Uncut                         | [ 11 ]      |

《All Things Must Pass》는 영국의 싱어송라이터 조지 해리슨의 세 번째 스튜디오 음반이다. 1970년 11월 27일에 트리플 음반으로 발매된 이 음반은 그해 4월 비틀즈가 해체된 후 해리슨의 첫 솔로 작품이었다. 히트 싱글 〈My Sweet Lord〉와 〈What Is Life〉는 물론, 〈Isn't It a Pity〉와 같은 곡들과 비틀즈가 발매한 타이틀곡에 포함되지 않도록 간과되었던 곡들이 수록되어 있다. 이 음반은 해리슨이 1968년~70년 동안 밥 딜런, 더 밴드, 덜레이니 & 보니, 빌리 프레스턴과 같은 아티스트들과 함께 한 음악 활동의 영향과 전 밴드 동료 존 레논과 폴 매카트니에 대한 조연을 넘어 아티스트로서의 성장을 반영한다. 《All Things Must Pass》는 해리슨의 특징적인 슬라이드 기타 사운드와 그의 후속 솔로 작업 내내 존재하는 정신적인 주제를 소개했다. 오리지널 바이닐 발매는 두 곡의 LP와 《Apple Jam》이라는 제목의 비공식 잼 세 번째 디스크로 구성되었다. 몇몇 평론가들은 해리슨이 네 개의 정원 요정에 둘러싸인 모습을 담은 배리 파인스타인의 음반 커버 사진을 비틀즈로부터의 독립에 대한 성명으로 해석한다.
1970년 5월 런던의 EMI 스튜디오에서 제작이 시작되었고, 10월까지 광범위한 오버더빙과 믹싱이 계속되었다. 에릭 클랩튼과 덜레이니 & 보니 밴드 멤버 3명, 링고 스타, 게리 라이트, 빌리 프레스턴, 클라우스 부어만, 존 바햄, 배드핑거, 피트 드레이크가 녹음 중에 클랩튼과 데릭 앤 더 도미노스를 결성했다. 세션은 더블 음반의 추가 자료 가치를 만들어냈으며, 대부분은 발행되지 않은 채로 남아 있다.
《All Things Must Pass》는 전 세계 차트에서 오랫동안 1위를 유지하면서 발매와 동시에 상업적으로 성공적이었다. 공동 프로듀서 필 스펙터는 그의 월 오브 사운드 제작 기법을 사용하여 주목할 만한 효과를 얻었고, 《롤링 스톤》의 벤 거슨은 이 사운드를 "바그너, 브루크너, 산꼭대기와 광대한 지평선의 음악"이라고 묘사했다. 비틀즈 이후 해리슨의 데뷔에 대한 확신에 대한 광범위한 놀라움을 반영하여, 《멜로디 메이커》의 리처드 윌리엄스는 이 음반을 말하는 사진에서 그레타 가르보의 첫 역할에 비유하고 "가르보는 말한다! 해리슨은 자유롭다!"라고 선언했다. 2011년 《대중음악 백과사전》에 기고한 콜린 라킨에 따르면, 《All Things Must Pass》는 이전 비틀즈의 모든 솔로 음반 중 최고로 "일반적으로" 평가된다.
해리슨은 생애 마지막 해 동안 음반 발매 30주년을 기념하여 성공적인 재발매 캠페인을 감독했다. 이 재발매 이후, 미국 음반 산업 협회는 이 음반을 6배 플래티넘 인증했다. 이 음반은 적어도 2백만 장의 음반이 팔리면서, 그 이후로 7배나 플래티넘 인증을 받았다. 비평가들의 베스트 음반 목록에 등장한 것들 중, 《All Things Must Pass》는 1993년 《타임스》의 "역사상 가장 위대한 음반 100장"에서 79위에 올랐고, 《롤링 스톤》은 잡지의 2020년 업데이트 "역사상 가장 위대한 음반 500장"에서 368위에 올랐다. 2014년, 《All Things Must Pass》는 그래미 명예의 전당에 헌액되었다.

## 배경
음악 저널리스트 존 해리스는 1968년 말 비틀즈의 자칭 더블 음반("White Album"으로도 알려진)을 위한 신랄한 세션 이후 미국을 방문했을 때 《All Things Must Pass》를 만들기 위한 조지 해리슨의 "여행"이 시작되었다고 말했다. 11월 우드스톡에서 해리슨은 밥 딜런과 오래 지속되는 우정을 시작했고 존 레논과 폴 매카트니가 비틀즈에서 우위를 점한 것과 대조되는 밴드와의 창조적인 평등을 경험했다. 그는 또한 더 많은 곡을 썼고, 인도 시타르를 3년간 공부한 후 기타에 대한 그의 관심을 새롭게 했다. 해리슨은 딜런과 함께 곡을 공동 작곡한 몇 안 되는 음악가들 중 한 명일 뿐만 아니라, 최근 에릭 클랩튼과 함께 1969년 봄 크림의 히트 싱글이 된 〈Badge〉를 작업했다.

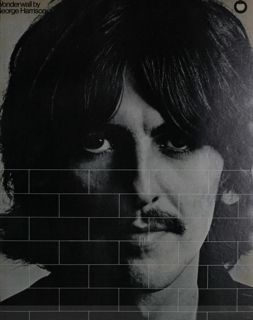
해리슨의 《Wonderwall Music》 사운드트랙을 위한 《빌보드》 광고 (1968년)

런던으로 돌아온 해리슨은 자신의 작곡이 비틀즈의 발매에 포함되는 것을 지속적으로 간과하면서, 그의 음악 전기 작가인 사이먼 렝의 말에 따르면 밴드에서 그에게 부과된 제한으로부터 "발상력" 역할을 한 과외 프로젝트에서 창의적인 성취를 발견했다. 1969년 동안 그의 활동은 밴드의 음악만큼 솔과 가스펠의 뿌리가 《All Things Must Pass》에 영향력이 있는 것으로 입증된 두 명의 미국의 싱어송라이터 빌리 프레스턴과 도리스 트로이의 애플 사인을 제작하는 것을 포함했다. 그는 또한 리언 러셀과 잭 브루스와 같은 아티스트들과 녹음을 했고, 클랩튼과 함께 덜레이니 브램릿, 덜레이니 & 보니와 함께 짧은 투어에 동행했다. 게다가 해리슨은 하레 크리슈나 운동에 자신이 관여한 것을 1966년에 시작한 영적 여행을 나타내는 "직소 퍼즐의 또 다른 조각"을 제공한 것으로 확인했다. 해리슨은 힌두교의 비슈누파 분파를 포용할 뿐만 아니라 1969년~70년 동안 영국에 기반을 둔 신자들에 의해 라다 크리슈나 사원(런던)으로 인정받는 두 개의 히트 싱글을 제작했다. 1970년 1월, 해리슨은 미국의 프로듀서 필 스펙터를 존 레논의 플라스틱 오노 밴드 싱글 〈Instant Karma!〉의 녹음에 참여하도록 초대했다. 이 협회는 스펙터에게 비틀즈의 《Get Back》 리허설 테이프를 회수하는 일을 맡겼고, 공식적으로 《Let It Be》 음반 (1970년)으로 발매되었고, 이후 《All Things Must Pass》를 공동 제작했다.
해리슨은 1969년 1월 트위크넘 스튜디오에서 열린 성질 나쁜 《Get Back》 세션에서 자신의 사용되지 않은 노래의 솔로 음반을 만들 가능성에 대해 처음으로 논의했다. 그의 26번째 생일인 2월 25일, 해리슨은 트위크넘에서 레논과 매카트니의 관심을 거의 받지 못한 두 곡의 〈All Things Must Pass〉 데모를 녹음했다. 1969년 9월 비틀즈의 《Abbey Road》 음반에 이 곡들 중 하나인 〈Something〉과 〈Here Comes the Sun〉이 포함되면서, 음악 비평가들은 해리슨이 레논과 매카트니와 어울리는 작곡가로 꽃피웠다고 인정했다. 그는 1969년 가을부터 자신의 음반을 녹음하는 것에 대해 공개적으로 이야기하기 시작했지만, 1970년 4월 매카트니가 비틀즈를 떠난다고 발표한 후에야 그 생각에 전념했다. 매카트니의 자칭 솔로 음반 홍보 자료의 일부로 포함된 이 발표는 밴드의 해체를 알리는 신호탄이었다. 해리슨은 대부분 기악 사운드트랙 음반인 《Wonderwall Music》 (1968년)과 실험적인 《Electronic Sound》 (1969년)를 이미 만들었음에도 불구하고, 《All Things Must Pass》를 그의 첫 솔로 음반으로 생각했다.

## 곡 목록
모든 곡들은 특별한 언급이 없는 한 조지 해리슨에 의해 작사/작곡되었다.

### 오리지널 발매
| #  | 제목                              | 작사·작곡       | 재생 시간 |
| -- | --------------------------------- | --------------- | --------- |
| 1. | 〈I'd Have You Anytime〉          | 해리슨, 밥 딜런 | 2:56      |
| 2. | 〈My Sweet Lord〉                 |                 | 4:38      |
| 3. | 〈Wah-Wah〉                       |                 | 5:35      |
| 4. | 〈Isn't It a Pity (Version One)〉 |                 | 7:10      |

| #  | 제목                        | 작사·작곡 | 재생 시간 |
| -- | --------------------------- | --------- | --------- |
| 1. | 〈What Is Life〉            |           | 4:22      |
| 2. | 〈If Not for You〉          | 딜런      | 3:29      |
| 3. | 〈Behind That Locked Door〉 |           | 3:05      |
| 4. | 〈Let It Down〉             |           | 4:57      |
| 5. | 〈Run of the Mill〉         |           | 2:49      |

| #  | 제목                                          | 재생 시간 |
| -- | --------------------------------------------- | --------- |
| 1. | 〈Beware of Darkness〉                        | 3:48      |
| 2. | 〈Apple Scruffs〉                             | 3:04      |
| 3. | 〈Ballad of Sir Frankie Crisp (Let It Roll)〉 | 3:48      |
| 4. | 〈Awaiting on You All〉                       | 2:45      |
| 5. | 〈All Things Must Pass〉                      | 3:44      |

| #  | 제목                              | 재생 시간 |
| -- | --------------------------------- | --------- |
| 1. | 〈I Dig Love〉                    | 4:55      |
| 2. | 〈Art of Dying〉                  | 3:37      |
| 3. | 〈Isn't It a Pity (Version Two)〉 | 4:45      |
| 4. | 〈Hear Me Lord〉                  | 5:46      |

| #  | 제목                       | 작사·작곡                | 재생 시간 |
| -- | -------------------------- | ------------------------ | --------- |
| 1. | 〈Out of the Blue〉        |                          | 11:14     |
| 2. | 〈It's Johnny's Birthday〉 | 빌 마틴, 필 콜터, 해리슨 | 0:49      |
| 3. | 〈Plug Me In〉             |                          | 3:18      |

| #  | 제목                         | 재생 시간 |
| -- | ---------------------------- | --------- |
| 1. | 〈I Remember Jeep〉          | 8:07      |
| 2. | 〈Thanks for the Pepperoni〉 | 5:31      |

## 인증
| 국가                                                            | 인증        | 판매량/출하량 |
| --------------------------------------------------------------- | ----------- | ------------- |
| 캐나다 (뮤직 캐나다)                                            | 골드        | 50,000^       |
| 덴마크 (IFPI Danmark)                                           | 골드        | 10,000        |
| 영국 (BPI)                                                      | 골드        | 100,000^      |
| 미국 (RIAA)                                                     | 7× 플래티넘 | 7,000,000     |
| ^출하량을 기반으로 한 인증 · 판매량+스트리밍을 기반으로 한 인증 |             |               |